# مورلوپو
مورلوپو (به ایتالیایی: Morlupo) یک کومونه در ایتالیا است که در استان رم واقع شده‌است.

## خصوصیات
مورلوپو ۲۳٫۹ کیلومترمربع مساحت و ۸٬۲۱۴ نفر جمعیت دارد و ۲۰۷ متر بالاتر از سطح دریا واقع شده‌است.

## خواهرخوانده
شهر یاش خواهرخواندهٔ مورلوپو هست.